# Jasur Hasanov
Jasur Hasanov - no cirílico uzbeque, Жасур Хасанов (2 de agosto de 1983) - é um futebolista uzbeque que atua como meia. Atualmente, joga pelo FC Bunyodkor.
Nos tempos de URSS, seu nome era russificado para Zhasur Orzikulovich Khasanov (Жасур Орзикулович Хасанов, em russo).

## Carreira
Jamshid Iskanderov representou a Seleção Usbeque de Futebol na Copa da Ásia de 2011 e 2015.

## Títulos
Bunyodkor
- Copa do Uzbequistão: 2008
- Campeonato Uzbeque: 2008